# Kožitka senegalská
Kožitka senegalská (Cyclanorbis senegalensis) je druh želvy z čeledi Trionychidae. Jde o endemický druh Afriky, jeden ze dvou známých druhů rodu Cyclanorbis.

## Výskyt
Vyskytuje se v Beninu, Burkině Faso, Kamerunu, Středoafrické republice, Čadu, Pobřeží slonoviny, Etiopii, Gambii, Ghaně, Guinee-Bissau, Libérii, Mali, Nigeru, Nigérii, Senegalu, Sieře Leone, Súdánu, Jižním Súdánu a Togu.
Obývá sladkovodní mokřady a savany.

## Popis
Krunýř může být dlouhý až 35 cm.
Hlava má olivově zelené zbarvení, s četnými bílými tečkami. Karapax je olivově zelený, někdy se skvrnami. Plastron je nažloutlý.  

## Potrava
Loví pulce, obojživelníky a ryby.
Někteří dospělci jedí i sladkovodní škeble a plže.